# Limpopo
 Ovo je glavno značenje pojma Limpopo. Za druga značenja pogledajte Limpopo (razdvojba).
Limpopo je jedna od devet provincija u Južnoafričkoj Republici, nalazi se na sjeveroistočnome dijelu države na granici s Bocvanom, Zimbabveom i Mozambikom. Glavni grad provincije je Polokwane koji ima oko 150.000 stanovnika.

## Zemljopis
Limpopo se nalazi u sjeveroistočnome dijelu države prostire se na 123.910 km² čime je peta po veličini provincija.
Susjedne provincije su:
- Mpumalanga – jugoistok
- Gauteng – jug
- North West – jugozapad

## Stanovništvo
Prema popisu stanovništva iz 2007. godine u provinciji živi 5.238.286 stanovnika, te je peta po broju stanovnika provincija u Južnoafričkoj Republici, a s 42,3 stanovnika na km² četvrta je najgušće naseljena provincija.
Većinsko stanovništvo su negroidi koji čine 97,5% ukupnog stanovništva, zatim slijede bijelci s 2,2 %, obojeni s 0,2 % te Indijci i Azijati s 0,2 %.

## Jezik
Većinski jezik u provincije je sjeverni sotho, s velikim udjelom ostalih jezika.
- Sjeverni sotho – 54,8 %
- Tsonga – 18,1 %
- Venda – 16,8 %
- Afrikaans – 2,6 %
- Tswana – 2,1 %

## Vanjske poveznice
- Vlada provincije